# Olivier Sebban
Olivier Sebban, né à Paris en 1970, est un écrivain français.

## Biographie
Il suit des études de lettres modernes à la Sorbonne[réf. souhaitée].

## Œuvres
- Amapola, Paris, Éditions du Seuil, coll. « Cadre rouge », 2008, 380 p.  (ISBN 978-2-02-090683-8)
- Le Jour de votre nom, Paris, Éditions du Seuil, coll. « Cadre rouge », 2009, 404 p.  (ISBN 978-2-020-99963-2)[1],[2]. Prix François-Victor-Noury 2010 de l’Institut de France.
- Roi mon père, Paris, Éditions du Seuil, coll. « Cadre rouge », 2013, 167 p.  (ISBN 978-2-02-109273-8)[3]
- Sécessions, Paris, Éditions Payot & Rivages, coll. « Littérature/Rivages », 2016, 350 p.  (ISBN 978-2-7436-3664-7)
- Olivier Sebban, Cendres Blanches, Rivages, 3 mars 2021, 400 p. (ISBN 9782743652555), coll. « Littérature/Rivages ».
- Sebban, Olivier (1972 - )., Le jour de votre nom : roman, Éditions du Seuil, 2009 (ISBN 978-2-02-099963-2 et 2-02-099963-3, OCLC 833571984, lire en ligne)